# Crimisodes undulatum
Crimisodes undulatum är en insektsart som beskrevs av Morgan Hebard 1932. Crimisodes undulatum ingår i släktet Crimisodes och familjen torngräshoppor. Inga underarter finns listade i Catalogue of Life.